# ماري جو فرنانديز
ماري جو فرنانديز (بالإنجليزية: Mary Joe Fernández)‏ مواليد 19 أغسسطس 1971 في سانتو دومينغو هي لاعبة كرة مضرب أمريكية محترفة سابقة. كانت وصيفة ثلاث بطولات جراند سلام في مسابقات الفردي، وفائزة ببطولتين جراند سلام بزوجي سيدات، كما حصلت على ميداليتين ذهبيتين في الأولمبياد بمسابقات زوجي السيدات في (1992، 1996).

## حياتها
ولدت ماري جو فرنانديز في جمهورية الدومينيكان وكان والديها مهاجران؛ حيث أن والدها خوسيه من إسبانيا، وأُمها سيلفيا بينو من كوبا.
أكمَلت تعليمها الثانوي في مدرسة كرولتون ميامي (فلوريدا).

## النهائيات الكبيرة

### نهائيات الجراند سلام

#### فردي السيدات: 3 (0 ألقاب، 3 وصيفة)
| اللقب | السنة | البطولة           | السطح | الخصم        | النتيجة       |
| ----- | ----- | ----------------- | ----- | ------------ | ------------- |
| وصيفة | 1990  | أستراليا المفتوحة | صلب   | شتيفي غراف   | 6–3, 6–4      |
| وصيفة | 1992  | أستراليا المفتوحة | صلب   | مونيكا سيليش | 6–2, 6–3      |
| وصيفة | 1993  | فرنسا المفتوحة    | ترابي | شتيفي غراف   | 4–6, 6–2, 6–4 |

#### زوجي السيدات: 7 (2 ألقاب، 5 وصيفة)
| Outcome | السنة | البطولة           | السطح | الشريك           | الخصوم                                | النتيجة            |
| ------- | ----- | ----------------- | ----- | ---------------- | ------------------------------------- | ------------------ |
| وصيفة   | 1989  | أمريكا المفتوحة   | صلب   | بام شرايفر       | هانا ماندليكوفا مارتينا نافراتيلوفا   | 5–7, 6–4, 6–4      |
| وصيفة   | 1990  | أستراليا المفتوحة | صلب   | باتي فينديك      | يانا نوفوتنا هيلينا سيكوفا            | 7–6(7–5), 7–6(8–6) |
| بطلة    | 1991  | أستراليا المفتوحة | صلب   | باتي فينديك      | جيجي فرنانديز يانا نوفوتنا            | 7–6(7–4), 6–1      |
| وصيفة   | 1992  | أستراليا المفتوحة | صلب   | زينا جاريسون     | أرانتشا سانتشيث فيكاريو هيلينا سيكوفا | 6–4, 7–6(7–4)      |
| وصيفة   | 1996  | أستراليا المفتوحة | صلب   | ليندسي دافينبورت | تشاندا روبين أرانتشا سانتشيث فيكاريو  | 7–5, 2–6, 6–4      |
| بطلة    | 1996  | فرنسا المفتوحة    | ترابي | ليندسي دافينبورت | جيجي فرنانديز نتاشا زفريفا            | 6–2, 6–1           |
| وصيفة   | 1997  | فرنسا المفتوحة    | ترابي | ليزا ريموند      | جيجي فرنانديز نتاشا زفريفا            | 6–2, 6–3           |

### ألعاب أولمبية صيفية

#### فردي: 1 ميداليات (1 ميدالية برونزية)
| اللقب   | السنة | المكان  | السطح | الخصم   | النتيجة |
| ------- | ----- | ------- | ----- | ------- | ------- |
| برونزية | 1992  | برشلونة | ترابي | متعادل* | DNP     |

خسرت جو فرنانديز من شتيفي غراف 6–4, 6–2 في نصف النهائي. وكانت تُعطى الميدالية البرونزية لكلا الخاسرين في نصف النهائي.

#### الزوجي: 2 ميداليات (2 ميدالية ذهبية)
| اللقب | Year | المكان  | السطح | الشريك        | الخصوم                                   | النتيجة       |
| ----- | ---- | ------- | ----- | ------------- | ---------------------------------------- | ------------- |
| ذهبية | 1992 | برشلونة | ترابي | جيجي فرنانديز | كونتشيتا مارتينث أرانتشا سانتشيث فيكاريو | 7–5, 2–6, 6–2 |
| ذهبية | 1996 | أتلانتا | صلب   | جيجي فرنانديز | يانا نوفوتنا هيلينا سيكوفا               | 7–6(9–7), 6–4 |

### نهائيات الجولة العالمية لرابطة محترفي التنس

#### الزوجي: 1 (1 ألقاب, 0 وصيفة)
| اللقب | السنة | المكان        | السطح | الشريك           | الخصوم                               | النتيجة  |
| ----- | ----- | ------------- | ----- | ---------------- | ------------------------------------ | -------- |
| بطلة  | 1996  | مدينة نيويورك | سجاد  | ليندسي دافينبورت | يانا نوفوتنا أرانتشا سانتشيث فيكاريو | 6–3, 6–2 |

## روابط خارجية
- ماري جو فرنانديز على موقع رابطة محترفات التنس (الإنجليزية)
- ماري جو فرنانديز على موقع الاتحاد الدولي لكرة المضرب (الإنجليزية)
- ماري جو فرنانديز على موقع كأس بيلي جين كينغ (الإنجليزية)
- ماري جو فرنانديز على موقع خلاصة التنس.كوم (الإنجليزية)
- ماري جو فرنانديز على موقع أوليمبيديا (الإنجليزية)